# Veolia Transport
 Denne artikel omhandler overvejende eller alene danske forhold. Hjælp gerne med at gøre artiklen mere almen.
Veolia Transport er langt mere end en dansk virksomhed
Veolia Transport Danmark A/S (tidligere Linjebus og Connex) var indtil 1. september 2007 Danmarks næststørste busselskab med kørsel med 389 busser for Movia , 127 for Midttrafik og 50 for Sydtrafik. Selskabet tabte sin kørsel for NT til Arriva og City-Trafik. Selskabet havde 1.700-1.800 medarbejdere i Danmark indtil 1. september 2007. I februar 2007 meddelte Veolia Transport Danmark at man ophørte med busdrift i Danmark pga. underskud, og efter ca. tre måneders forhandlinger blev det besluttet at sælge til Arriva. Herefter er Arriva det suverænt største busselskab i Danmark med i alt 6.500 medarbejdere.

## Historie
I 1990 etablerede Linjebus sig i Danmark, da man vandt kørsel for HT i Hvidovre, Høje Taastrup og Roskilde. Man overtog de gamle entreprenørers busser. I de følgende HT-udbud vandt man mere kørsel og i 1992 købtes DSV Bus. I 1994 havde Linjebus 25,8 % af den samlede HT kørsel i 1996. I 1998 gik det dog dårligt for Linjebus, og man tabte en masse kørsel og kom helt ned på kun at have 39 kontraktbusser for HT, inden man igen fik heldet med sig og vandt mere kørsel for HT.
I 1993 påbegyndte Linjebus kørsel i VT-området. Det skete da man købte (Oluf Larsens) Bustrafikken i Slagelse. I 1997 købte Linjebus Odderbanens busselskab HHJ Bus, der kørte for Århus Amt (nuv. Midttrafik). Også i 1997 blev Linjebus solgt til Franske CGEA Transport. I 1998 vandt man kørsel for VT, STS og NT. Siden var Linjebus et landsdækkende busselskab. I 2000 skiftede Linjebus navn til Connex, og i 2001 købtes halvdelen af det skandaleramte busselskab Combus af Arriva.

## Øresundstogstrafikken
Virksomheden overtog den 11. december 2011 Øresundtogstrafikken i Sverige efter DSBFirst konkurs og drev denne frem til 12. december 2020 hvor de tabte den til SJ efter udbud.
Fra 11. december 2022 kører virksomheden alt Øresundstrafikken inkl strækningen i Danmark fra Østerport til Øresundsbroen.

## Veolia på Vestbredden
På grund af Veolias drift af de segregerede buslinjer mellem den besatte Vestbred og Østjerusalem, der er forbeholdt jødiske bosættere, er Veolias overtagelse af Øresundstogstrafikken blevet mødt kritik i svenske medier.